# El arte de la fuga, BWV 1080
El arte de la fuga, BWV 1080 (en alemán: Die Kunst der Fuge) es una obra musical compuesta por Johann Sebastian Bach, probablemente entre 1738 y 1742.

## Historia

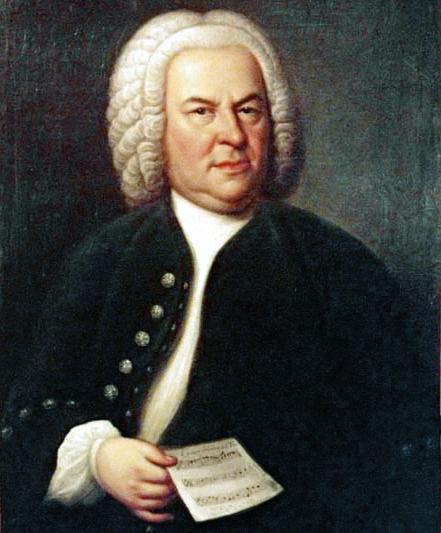
Bach en 1748.

### Composición
Compuesta con la idea de que fuese un conjunto de ejemplos de las técnicas del contrapunto. No está claro cuándo Bach comenzó a componer El arte de la fuga, pero, según el musicólogo Christoph Wolff, comenzó a trabajar en ella alrededor de 1740, y quizás incluso antes. Un análisis estilístico reciente, de hecho, sostiene que las primeras cuatro partes preceden en gran medida a las siguientes. El tema ya aparece en forma embrionaria como tema de la Fuga en sol menor para órgano BWV 578, compuesta hacia 1707, mientras que en la Fuga sopra il Magnificat BWV 733, compuesta también hacia 1707, hay una variante para ampliar el tema de Contrapunctus 9. Bach, sin embargo, no se dedicó asiduamente al arte de la fuga a partir de 1747 y, con toda probabilidad, su plan era completarlo en 1749, para poder presentarlo como la obra científico-musical que los miembros de La Correspondierende Societät der musicalischen Wissenschaften de Lorenz Christoph Mizler, de la que Bach era miembro, tenía que presentar anualmente. La tradición hace coincidir la interrupción de la composición con mediados de 1749, cuando la enfermedad ocular de Bach había empeorado hasta el punto de hacerle casi imposible leer. Es posible, sin embargo, que el compositor haya interrumpido el progreso de El arte de la fuga incluso antes, y por razones desconocidas.
La transcripción de las copias "excelentes" que debían entregarse al editor, para que éste pudiera grabar las planchas de cobre para realizar la impresión, comenzó, con toda probabilidad, ya en 1747. Cuando la salud de Johann Sebastian Bach empezó a deteriorarse, los contactos con el editor y el grabado de las planchas fueron seguidos por su hijo Johann Christoph Friedrich, quien, sin embargo, también cometió algunos errores al reorganizar el material. Por ejemplo, le dio al editor un Contrapunctus 4 y lo incluyó en la colección, aunque era sólo una versión primitiva del ya presente Contrapunctus 10. Johann Christoph Friedrich también fue responsable de la copia reducida, de 239 compases a 232, de la fuga incompleta para 3 temas, de modo que la partitura de la edición impresa concluyera con una cadencia y no quedara suspendida.
La muerte de Johann Sebastian Bach en 1750 dejó la obra inconclusa. La primera edición impresa, editada por su hijo Carl Philipp Emanuel, que reemplazó a Johann Christoph Friedrich, estaba incompleta y con el título Die / Kunst der Fuge / durch Herrn Johann Sebastian Bach / ehemahligen Capellmeister und Musikdirector zu Leipzig (" El arte de la fuga del Sr. Johann Sebastian Bach, antiguo maestro de capilla y director musical de Leipzig"), se publicó al precio de cinco táleros y no se indica ni el nombre del editor, ni el año, ni la ciudad de publicación. El título no era de Bach, sino que probablemente fue elegido por el propio Carl Philipp Emanuel o por el crítico Friedrich Wilhelm Marpurg. La literatura musical, inspirándose en la literatura clásica, utilizaba con cierta frecuencia el término Arte: prueba de ello son, por ejemplo, títulos como L'Arte del Contraponto de Giovanni Maria Artusi, L'Art de Toucher le Clavecin de François Couperin, El arte del violín de Pietro Antonio Locatelli, Die Kunst des reinen Satzes in der Musik de Johann Philipp Kirnberger o Die Kunst das Clavier zu Spielen del propio Marpurg.

### Publicación
Esta pieza fue publicada, inconclusa, en 1751 tras la muerte de su autor. Según los avisos del 1 de junio de 1751, que anunciaban la inminente publicación de la obra, la colección constaba de veinticuatro piezas. La última, sin embargo, es un coral titulado Wenn wir in hoechsten Noethen ("Cuando estamos en necesidad") que no tiene conexión temática (el tema de El arte de la fuga no aparece por ningún lado), estructural (el coral está en sol mayor, mientras que toda la colección está en re menor) o histórica (el coral data de muchos años antes) con las piezas anteriores. No está claro por qué se agregó. Según Johann Nikolaus Forkel, este último coral, del que también existe otra versión ligeramente diferente, titulada Vor deinen Thron tret ich hiermit ("Me presento ante tu trono"), fue dictado por Bach, entonces ciego, a su hijo político Johann Christoph Altnickol unos momentos antes de su muerte.
En un momento, según el relato de Forkel, se pensó que el coral se había añadido a El arte de la fuga por iniciativa de Carl Philipp Emanuel Bach. Varios musicólogos, sin embargo, sostienen que el editor lo insertó como un parche para ocultar lo incompleto de la obra, ya que creía que era poco probable que los compradores potenciales compraran un libro sustancialmente caro e incompleto. Sergio Vartolo plantea la hipótesis de que pudo haber sido añadido siguiendo la línea de una colección de fugas para instrumentos de teclado de Johann Mattheson, Die wohlklingende Fingersprache ("El lenguaje melodioso de los dedos", publicada en dos partes, en 1735 y 1737), que, en su reimpresión de 1749 (titulada "Los dedos que hablan"), concluyó con una fuga del coral Werde munter mein Gemüthe.

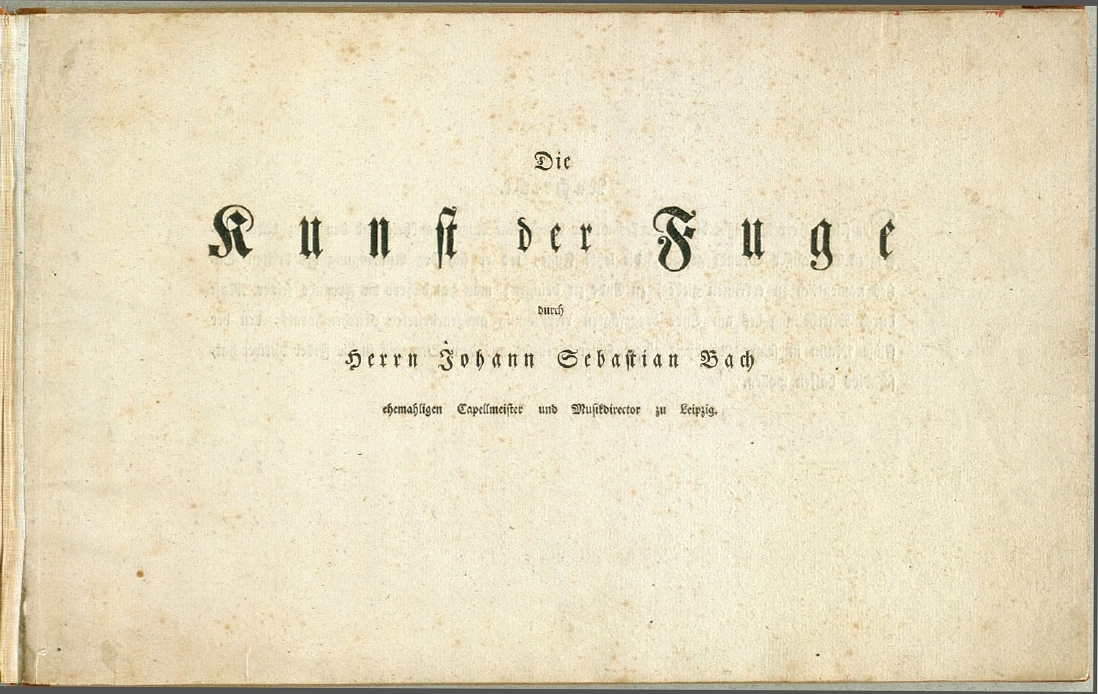
Portada de la edición impresa de 1751.

Estudios recientes han establecido que el grabador de El arte de la fuga fue Johann Heinrich Schübler (hermano menor de Johann Georg Schübler que, en 1747, había impreso la Ofrenda musical), que el año de publicación es probablemente 1751 y que la ciudad debería ser Zella, en Turingia. El cambio de gusto del público, ahora orientado hacia el estilo rococó y alejado de las formas del antiguo contrapunto cultivado por Bach, hizo que la publicación quedara casi completamente sin vender. La obra, enriquecida con un prefacio de Friedrich Wilhelm Marpurg y puesta a la venta al precio de cuatro táleros en lugar de cinco, se reimprimió en 1752. Sin embargo, tampoco esta vez El arte de la fuga logró el éxito esperado, hasta el punto de que los ingresos de los pocos ejemplares vendidos no alcanzaron ni siquiera para cubrir los gastos de impresión.
En 1756, poco después del inicio de la Guerra de los Siete Años, Carl Philipp Emanuel Bach vendió las sesenta planchas de cobre grabadas utilizadas para imprimir El arte de la fuga, quejándose de que sólo se habían vendido treinta copias y de que las ganancias habían sido menos elevadas que las expectativas. El comportamiento de Carl Philipp Emanuel probablemente estuvo dictado no sólo por el deseo de recuperar los gastos realizados, sino también por el temor de que aquellas voluminosas placas de cobre pudieran constituir un obstáculo en caso de que Berlín, la ciudad en la que vivía, tuviera que ser rápidamente evacuada por la guerra.
La obra permaneció olvidada durante toda la segunda mitad del siglo XVIII. La primera edición posterior a la de 1752 no fue publicada hasta 1801, en París, por el editor Vogt, seguida de la edición impresa en Zúrich, en 1802, por Hans Georg Nägeli. Las reimpresiones posteriores incluyen la de 1838 de Carl Czerny, la de Wilhelm Rust en 1878 dentro de la Bach-Gesellschaft Ausgabe y la de 1894 de Hugo Riemann. Durante el siglo XX son dignas de mención las ediciones de Wolfgang Graeser de 1926, publicadas como suplemento de la Neue Bach-Ausgabe, la nueva omnia de las composiciones de Bach que publicaba la Neue Bachgesellschaft (la edición de Graeser, sin embargo, no figura entre las publicaciones de la Neue Bach-Ausgabe, pero se considera el volumen 47 de la antigua Bach-Gesellschaft Ausgabe), la edición de 1928 de Hans Theodor David, la edición de 1951 de Hans Gál y Bitsch de Marcel en 1967.

## Estructura y análisis
Está formada por 14 fugas (la última fuga quedó incompleta) y cuatro cánones, todos sustentados en el mismo tema (o sujeto) en Re menor, aparentemente simple. Fue publicada sin indicación alguna de instrumentación ni su orden, lo que ha dado lugar a numerosas versiones.
Fugas

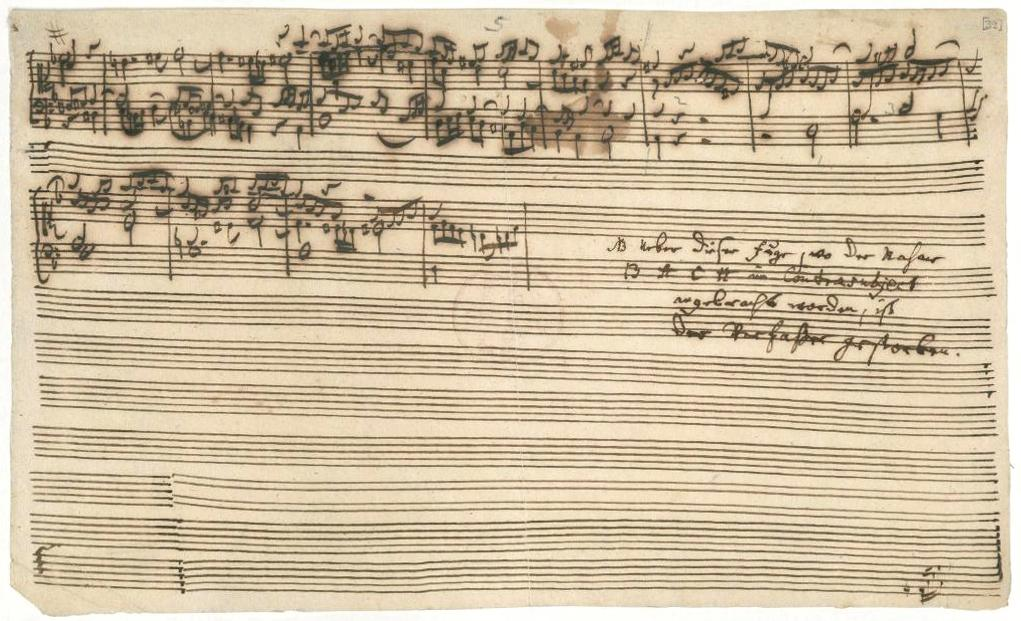
Manuscrito de la página final de la última fuga, incompleta.

- 4 fugas simples (Contrapunctus I - IV)
- 3 fugas con respuestas invertidas (Contrapunctus V - VII)
- 4 fugas dobles / triples (Contrapunctus VIII - XI)
- 2 fugas espejo (Contrapunctus XII - XIII)
- fuga cuádruple inconclusa (Contrapunctus XIV)

Cánones
- Canon per Augmentationem in contrario motu
- Canon alla Ottava
- Canon alla Duodécima in contrapunto alla Quinta
- Canon alla Decima in contrapunto alla Terza Contrapunctus XIV (fuga a 3 temas, el tercero de los *cuales está basado en el considerado motivo o tema BACH (las notas B-A-C-H están escritas en notación alemana, donde B es Sib, A es La, C es Do y H es Si)

El arte de la fuga es considerada una de las obras maestras de la historia de la música, la composición más teórica de Bach y una compleja y magnífica demostración de su conocimiento contrapuntístico.

## Plan de la obra: hipótesis interpretativas
Según el musicólogo Alberto Basso, en los siglos XVII y XVIII era una opinión bastante extendida que las estructuras contrapuntísticas debían basarse en principios lógico-matemáticos, aplicados según reglas rígidamente racionalizadas, y que el trabajo de los artistas involucrados en ellas debería estar más cerca de una especulación científica que de una manifestación creativa libre. La retórica musical de la época, a raíz de las teorizaciones sobre los afectos, también tenía reconocidas afinidades con la retórica clásica, de la que tomó prestadas técnicas y recursos estilísticos para transmitir ideas, pasiones y sentimientos al oyente.
La idea detrás de El arte de la fuga, en línea con esta mentalidad, consiste en la exploración sistemática de todas las posibilidades contrapuntísticas que ofrece un tema simple de doce notas en re menor, expuesto a través de diferentes métodos compositivos como el movimiento directo, el movimiento inverso, el proceso de aumento y disminución rítmico, la derivación de temas a partir del tema principal, la mutación del ritmo o la entrada de nuevos temas.
A diferencia de otras composiciones de Johann Sebastian Bach, como los dos libros de El clave bien temperado o las piezas que componen el Orgelbüchlein, El arte de la fuga no es una obra con fines educativos, ya que la comprensión plena de su estructura presupone un conocimiento avanzado de técnicas contrapuntísticas. Los manuscritos autógrafos no llevan título alguno, y, salvo las dos piezas para dos teclados (indicadas como à 2 Clav.), en ninguna de las piezas se sugiere la instrumentación.

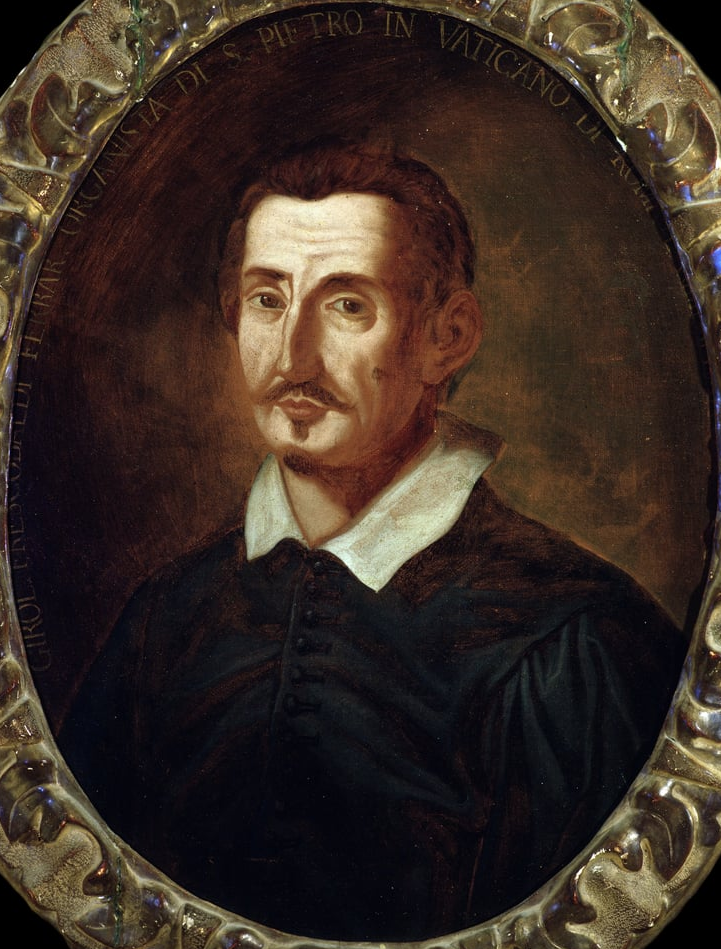
G. Frescobaldi

Según un estudio del musicólogo Jacques Chailley, la colección completa debería haber incluido veinticuatro fugas, divididas en seis grupos de cuatro fugas cada uno (es decir, dos pares, compuestos por elaboraciones sobre el tema propuesto en movimiento recto e inverso). Dado que en el plan general de la obra todo procede por grupos de cuatro y por pares de rectus e inversus, y dado que en la segunda sección, la dedicada a las contrafugas, sólo hay tres composiciones, a diferencia de todas las otras que contienen cuatro, el musicólogo Marcel Bitsch plantea la hipótesis de que falta una pieza en la edición impresa, tal vez perdida por el grabador.
Tanto los manuscritos como las ediciones impresas presentan las distintas piezas en forma de partitura, es decir, con tantos pentagramas como voces utilizadas. Esta elección parece inusual si se supone que la obra está destinada a ser interpretada solo en el teclado, pero Sergio Vartolo sostiene que este tipo de escritura, adoptada por Bach para facilitar el estudio de las diferentes voces, denota una influencia de la música italiana. de la primera mitad del siglo XVII, ya que compositores como Girolamo Frescobaldi (cuyas Flores musicales habían sido copiadas íntegramente por Bach en 1714 para su estudio personal) también lo utilizaban habitualmente para música para teclado.
Además, según Vartolo, las influencias frescobaldianas se encuentran en muchos otros detalles, incluida la escritura de las notas en valores diferentes (la edición impresa informa las notas en valores dobles en comparación con la copia manuscrita), la presencia de piezas con múltiples temas (Ricercare IX de Frescobaldi exhibe cuatro de ellos), el uso de temas para el movimiento directo e inverso (una práctica que está vinculada a los dos primeros Capricci de Frescobaldi, basados en el hexacordo ascendente y descendente) y el uso de cromatismos particularmente audaces.
Como ocurre con muchas otras obras de Bach, varios estudiosos también destacan la presencia de diversas referencias numerológicas para El arte de la fuga, que, según algunos, inspiraron toda la estructura. Hans-Eberhard Dentler, por ejemplo, identificó una densa red de relaciones numérico-simbólicas dentro de la colección. De hecho, toda la obra, según Dentler, se estructuraría a partir de elementos y relaciones numéricas asociadas a significados filosóficos: unidad (conferida por la adopción de una tonalidad uniforme y de síntesis temáticas), principios especulares, contrapuntos (lema que, tomado prestado del aristotélico, se referiría al equilibrio de los opuestos) y la música de las esferas.

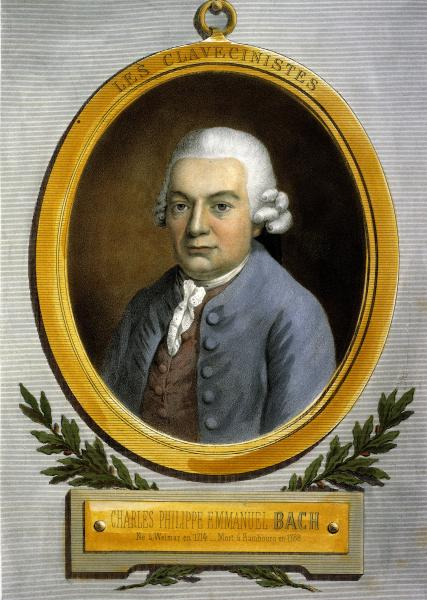
Carl Philipp Emanuel Bach

Excluyendo los cánones, existen 14 contrapuntos (el número 14 es la transposición numérica de las letras que componen el apellido Bach, ya que B 2 + A 1 + C 3 + H 8 = 14). Además, tanto el tema principal de la obra como algunos de los temas variados están compuestos por 14 notas, como la del Contrapunctus 5 y la del Contrapunctus 8, y 14 son las exposiciones temáticas del Contrapunctus 4. De nuevo según Dentler También son de considerable importancia los números 41 (es decir, el inverso de 14) y 7: el primer tema de la fuga de tres temas, por ejemplo, se compone de 7 notas. Dado que todos los intervalos principales están representados por proporciones matemáticas que contienen los números 1, 2, 3 y 4 (1/2 para el intervalo de octava, 2/3 para la quinta y 3/4 para la cuarta), Dentler sostiene que, en la estructura de la obra, la secuencia 1 + 2 + 3 + 4 = 10, conocida con el nombre griego de tetraktys, también asumiría una importancia fundamental.
Además, el musicólogo Herbert Anton Kellner destacó cómo la transposición numérica del título Die Kunst der Fuga, escrito por Johann Christoph Altnickol, yerno de Bach, y colocado en el manuscrito "Mus. ms. Bach P 200" , forma el número 158 (DIE 18 + KUNST 80 + DER 26 + FUGA 34 = 158), es decir, el mismo número formado por la transposición de las letras que forman el nombre Johann Sebastian Bach (JOHANN 58 + SEBASTIAN 86 + BACH 14 = 158 ). Además, Kellner destacó cómo los tres números que componen la cifra 158, si se suman, dan el resultado de 14 (1 + 5 + 8 = 14).
Admitiendo la influencia significativa de la lógica y las matemáticas en la estructura y el tejido de la obra (a partir de la presencia recurrente del "nombre número" 14) y reconociendo lo importante que era, para el compositor, que el discurso musical siguiera «reglas sintácticas y retóricas muy precisas», algunos estudiosos, entre ellos Vartolo, sostienen sin embargo que resaltar sólo los aspectos conceptuales y numerológicos oscurece la verdadera grandeza de El arte de la fuga, destacando cómo la obra va más allá de la dimensión teórica y especulativa y está llena de un profundo valor emocional y expresivo. Carl Philipp Emanuel Bach, en una carta de 1775 dirigida a Johann Nikolaus Forkel, hablando de su difunto padre, describía lo que, con toda probabilidad, era la verdadera opinión que Johann Sebastian Bach tenía de la música entendida como mera demostración científica: «Der seelige war, una vez ich u. alle eigentlichen Musici, kein Liebhaber, von trocknem mathematischen Zeuge» ("El difunto, como yo y como todos los verdaderos músicos, no era en absoluto amigo de las cosas secas y matemáticas").
Cuando en una reseña el crítico Johann Adolph Scheibe, quizás cercano a los planteamientos de Telemann escribió que Bach "sería objeto de la admiración de todas las naciones si hiciera sus composiciones más agradables, no las privara de naturalidad con un estilo hinchado e intrincado y no oscureciera su belleza con excesivo artificio", definiendo al propio Bach como "der Vornehmste unter den Musicanten" ("el más grande de los músicos", donde "músico" se utilizaba como término despectivo para definir a simples instrumentistas), un profesor de la Universidad de Leipzig, Johann Abraham Birnbaum, respondió con un largo artículo en el que, además de cuestionar el uso del término músico en referencia a "ein grosser Composist" ("un gran compositor") como Bach, al mismo tiempo destacó la pasión y el profundo dominio de las técnicas expresivas de Bach.
En la esquela de Bach, escrita por su hijo Carl Philipp Emanuel y por Johann Friedrich Agricola, leemos entre otras cosas: «Keiner hat bey diesen sonst trocken scheinenden Kunststücken so viele erfindungsvolle und fremde Gedanken angebracht als eben er» ("Nadie más mostró tantas ideas ingeniosas e inusuales como en piezas tan complejas que parecerían, en manos de cualquier otra persona, secos ejercicios de estilo").

## Discografía selecta

### Clave
- Gustav Leonhardt (1953, 1969)
- Isolde Ahlgrimm (1953, 1967)
- Davitt Moroney (1985)[23]
- Robert Hill (1987, 1998)[24]
- Ton Koopman con Tini Mathot (1994), Dos claves
- Bradley Brookshire (2007)
- Matteo Messori (2008)
- Lorenzo Ghielmi en un piano Silbermann y clave con Vittorio Ghielmi y "Il Suonar Parlante" Cuarteto de violas (2009)

### Órgano
- Helmut Walcha (1956, 1970)[23]
- Glenn Gould (1962) incompleta. Interpretaciones parciales en órgano (Contrapuncti 1–9) y piano (1, 2, 4, 10, 11, 13 inversus, y Fuga a 3 Soggetti).
- Lionel Rogg (1970) incluye el original inacabado y la versión final de Rogg, ganó en 1970 el Grand Prix du Disque de la Academia Charles Cros.
- Marie-Claire Alain (1974, Róterdam)
- Herbert Tachezi  (1977)
- Wolfgang Rübsam (1992)
- Marie-Claire Alain (1993)
- Louis Thiry (1993) en el órgano Silbermann de la Iglesia de Santo Tomás de Estrasburgo.
- André Isoir (1999) en el órgano Grenzing de Saint-Cyprien en el Périgord, Francia.[25]
- Hans Fagius (2000) en el órgano Carsten Lund de la Iglesia Garnisons en Copenhague.
- Kevin Bowyer (2001) en el órgano Marcussen de la Iglesia de San Hans en Odense.
- Régis Allard (2007)
- George Ritchie (2010) en el órgano Richards, Fowkes & Co de la Iglesia Presbiteriana Pinnacle en Scottsdale, Arizona .
- Joan Lippincott (2012)

### Piano
- Richard Buhlig y Wesley Kuhnle (1934)
- Glenn Gould, incompleta. Interpretaciones parciales en órgano (Contrapuncti 1–9) y piano (1, 2, 4, 10, 11, 13 inversus, y Fuga a 3 Soggetti).
- Charles Rosen (1967)
- Grigory Sokolov (1982)
- Zoltán Kocsis (1984)
- Yūji Takahashi (1988)
- Evgeni Koroliov (1991)
- Tatiana Nikolayeva (1992)
- Anton Batagov (1993)
- Joanna MacGregor (1996)
- Ramin Bahrami (2006)
- Pierre-Laurent Aimard (2008)
- Zhu Xiao-Mei (2014) (Accentus Music ACC 30308).
- Angela Hewitt (2014)
- Schaghajegh Nosrati (2015)
- Kimiko Douglass-Ishizaka (2017)
- Daniil Trifonov (2021)
- Marta Czech (2022)[26]

### Cuarteto de cuerda
- Cuarteto Italiano (1985) Paolo Borciani, Elisa Pegreffi, Tommaso Poggi & Luca Simoncini (Nuova Era 7342).
- Cuarteto Juilliard (1987)[27]
- Cuarteto Keller (ECM, 1998)
- Emerson String Quartet (2003)
- Vittorio Ghielmi y "Il Suonar Parlante" cuarteto de violas (2009) con Lorenzo Ghielmi en un piano Silbermann y al calve

### Orquesta
- Arthur Winograd con la Winograd String Orchestra (ca 1952)
- Hermann Scherchen con la Orchestre de la RTSI (1965), excepto los cánones, que en la grabación interpreta el clavecinista Kenneth Gilbert.
- Karl Ristenpart con la Chamber Orchestra of the Saar (1965)
- Karl Münchinger con la Stuttgart Chamber Orchestra (1965, 1985 live)
- Neville Marriner con la Academy of St Martin in the Fields (1974)
- Lukas Foss con I Soloisti di Pickup (1977) orquestada por William Malloch
- Jordi Savall con Hesperion XX (1986)
- Erich Bergel con la Orquesta Filarmónica de Cluj (1991)[23]
- Rinaldo Alessandrini con el Concerto Italiano (1998)
- Orquesta de Cámara de Stuttgart (2002)
- Rachel Podger con Brecon Baroque (2017)

### Otro
- Milan Munclinger con Ars Rediviva (1959, 1966, 1979)
- Fine Arts Quartet y el New York Woodwind Quintet (1962)
- Yūji Takahashi (incompleta) version electrónica (1975)
- Musica Antiqua Köln (director Reinhard Goebel) (1984)
- Canadian Brass para quinteto de viento (1990)
- Phantasm (director: Laurence Dreyfus) para consort a cuatro voces de viola da gamba (1998)
- Orquesta Sinfónica de Pittsburgh (viento) (1998)
- Fretwork para Consort of Viols (2002)
- József Eötvös para dos guitarras barrocas (2002)
- Walter Riemer primera versión en fortepiano (2006)
- Versión electrónica, Laibachkunstderfuge, por la Neue Slowenische Kunst industrial band Laibach (2008)
- Vulfpeck (incompleta) (Jack Stratton) para talk box (2016)[28]